# Obiektyw pejzażowy Wollastona

Schemat obiektywu

Obiektyw pejzażowy Wollastona (ang. Wollaston landscape lens, Wollanston meniscus lens) – obiektyw zaprojektowany przez Williama Wollastona w 1812 r. składający się z pojedynczej soczewki wklęsło-wypukłej i przysłony umieszczonej przed soczewką, liczba przysłony wynosiła f/14–16, kąt widzenia ok. 53°.
Obiektyw Wollastona uchodzi za pierwszy poprawnie zaprojektowany obiektyw. Oryginalnie został stworzony do użycia w camera obscura, ale był też używany w pierwszych dagerotypach. W roli obiektywu fotograficznego okazał się niezbyt udany, ponieważ wykazywał dużą aberrację chromatyczną.